# Acharavi
Acharavi (griechisch Αχαράβη (f. sg.)) ist seit 2019 Verwaltungssitz der Gemeinde Voria Kerkyra. Das ehemalige Fischerdorf ist ein heutiges Feriengebiet im Norden der Insel Korfu, etwa 36 Kilometer von der Inselhauptstadt entfernt. 

## Geschichte
Vermutlich hieß Acharavi in der Antike Ivi (altgriechisch Ἥβη =Hebe, Göttin der Jugend). Die Römer unter Oktavian (dem späteren Kaiser Augustus) zerstörten im Jahr 31 v. Chr. die Siedlung und brachten alle jungen Leute um, da ihre Bewohner in der Schlacht bei Actium auf der Seite von Marcus Antonius und Kleopatra gekämpft hatten. Der Ort wurde danach „freudlose Jugend“ genannt – auf Griechisch achari ivi. Der damalige Fluchtweg der Bewohner in die Berge ist teilweise bis heute erhalten.

## Tourismus
Der Ferienort hat sich entlang der Küste entwickelt und verfügt über kein größeres Zentrum oder besondere Sehenswürdigkeiten. Man findet vor allem kleinere Hotels, Appartementanlagen und Ferienhäuser. Einkaufsmöglichkeiten sind ausreichend vorhanden, Tavernen, Cafés, Restaurants und einige Diskotheken sorgen für Unterhaltung; der große Trubel ist dem Ort bislang aber ferngeblieben.

## Strand
Die Attraktion des Ortes ist der sieben Kilometer lange, recht breite und flach abfallende Sand-Kiesstrand, der als gepflegter Naturstrand erhalten ist und alle Wassersportmöglichkeiten bietet. Interessant ist weiterhin das grüne, hügelige bis bergige und noch weitgehend ursprüngliche Hinterland mit dem über 900 Meter hohen Gebirgsmassiv des Pantokrator. Strände um Acharavi erhielten aufgrund ihrer Sauberkeit mehrfach die europäische Blaue Flagge.

## Sehenswürdigkeiten
- Volkskundemuseum Acharavi[4]
- Ruinen eines Römerbades[5]